# Desportiva Perilima de Futebol
Desportiva Perilima de Futebol is een Braziliaans voetbalclub uit Campina Grande in de staat Paraíba.

## Geschiedenis
De club werd opgericht op 8 september 1992 als Associação Desportiva Perilima door Pedro Riberio Lima en hij noemde de club naar zijn initialen (PEdro RIbeiro LIMA). In 1998 werd het een profclub en ging in de tweede divisie van de staatscompetitie spelen. Ze werden meteen vicekampioen en promoveerden zo naar de hoogste klasse. Na één seizoen degradeerde de club weer. Na twee jaar promoveerde de club weer, intussen heette de club EC Perilima, maar in 2003 werd opnieuw de naam AD Perilima aangenomen. De volgende jaren ging de club steeds op en neer tussen de eerste en tweede divisie. In 2005 werd de huidige naam aangenomen.
Door financiële problemen trok de club zich na het seizoen 2009 terug uit de competitie. Na een eenmalige terugkeer in 2014 trok de club zich weer terug. In 2017 werden ze opnieuw een profclub en na een vicetitel in 2018 promoveerde de club weer naar de hoogste klasse.